# Запис Миленковића липа (Параћин)
Запис Миленковића липа (Параћин) се налази на парцели чији је власник Миленковић Раде.

## Локација
| Општина             | Параћин                                                                     |
| Катастарска општина | Параћин                                                                     |
| Потес               | Вожда Карађорђа                                                             |
| Координате          | 43° 51′ 20″ С; 21° 24′ 44″ И / 43.855499999999999° С; 21.412299999999998° И |
| Надморска висина    | 130m                                                                        |

## Карактеристике
Дендрометријске вредности утврђене на терену и сателитским снимцима:
| Стабло                     | Липа |
| Висина стабла              | m    |
| Обим дебла                 | m    |
| Пречник крошње             | 11m  |
| Пречник дебла              | m    |
| Висина дебла до прве гране | m    |

## База записа
Запис је у оквиру Викимедија пројекта "Запис - Свето дрво" заведен под редним бројем 0514.